# Luís Morais
Luís Morais   (Areado, 23 d'agost de 1930 - São Paulo, 6 de gener de 2020), conegut com a Cabeção, fou un futbolista brasiler. Va formar part de l'equip brasiler a la Copa del Món de 1954 però no disputà cap partit.